# آرام رحوب
أرام رحوب هي مملكة آرامية مبكرة، كانت مدينتها الرئيسية هي رحوب أو بيت رحوب، وتشترك مع آرام زوبة [الإنجليزية] في كونها معادية للملك داود. ذكرت بيت رحوب في الكتاب المقدس في سفر العدد (13.21) وسفر القضاة (18.28) بأنها تقع في لبنان بالقرب من تل القاضي، بينما يعتقد العالم موور أن قرية بانياس الحولة في سوريا هي الموقع القديم لأرام رحوب، فيما يرجّح علماء آثار وتاريخيون آخرون أن موقع رحوب هو منطقة راحوب في شمال غرب الأردن قرب نهر اليرموك، وهي منطقة فيها شواهد أثرية من العصر الحجري.